# Protopulvinaria longivalvata
Protopulvinaria longivalvata är en insektsart som beskrevs av Green 1909. Protopulvinaria longivalvata ingår i släktet Protopulvinaria och familjen skålsköldlöss. Inga underarter finns listade i Catalogue of Life.